# Cliff Richard

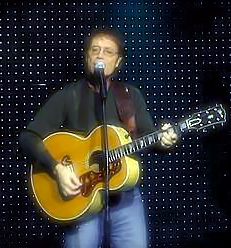
Cliff Richard (2006)

Sir Cliff Richard OBE (rozený jako Harry Rodger Webb) (* 14. října 1940, Lakhnaú, Indie) je jedním z nejúspěšnějších britských zpěváků. Jako jeden z mála anglofonních zpěváků vytvořil také úspěšné nahrávky v cizích jazycích, mj. v němčině a japonštině. V r. 1995 byl britskou královnou, jako první rocková hvězda, pasován na rytíře s právem užívat titul Sir.

## Vyznamenání
- důstojník Řádu britského impéria – Spojené království, 1980
- rytíř-komandér Řádu britského impéria – Spojené království, 1995
- komtur Řádu prince Jindřicha – Portugalsko, 5. ledna 2006[1]

## Diskografie
- 1959: Cliff
- 1959: Cliff Sings
- 1960: Me And My Shadows
- 1961: Listen To Cliff
- 1961: 21 Today
- 1962: The Young Ones
- 1962: 32 Minutes And 17 Seconds With Cliff Richard
- 1962: Live at ABC Kingston
- 1963: Summer Holiday
- 1963: When in Spain
- 1964: Wonderful Life
- 1964: Aladdin
- 1965: Cliff Richard
- 1965: When In Rome
- 1965: Love Is Forever
- 1966: Kinda Latin
- 1966: Finders Keepers
- 1967: Cinderella
- 1967: Don't Stop Me Now
- 1967: Good News
- 1967: Hier ist Cliff
- 1968: Cliff in Japan
- 1968: Two a Penny
- 1968: Established 1958
- 1969: Best of Cliff*
- 1969: Sincerely Cliff
- 1969: About That Man
- 1969: His Land
- 1970: Live At the Talk Of Town
- 1970: Tracks 'n' Grooves
- 1970: Goodbye Sam Hello Samantha
- 1971: Ich träume deine Träume
- 1972: The Best Of Cliff Vol. 2*
- 1972: Cliff Goes East (With Olivia Newton-John)
- 1973: Take Me High
- 1974: Help it Along
- 1974: 31st Of February Street
- 1976: I'm Nearly Famous
- 1977: Every Face Tells a Story
- 1978: Small Corners
- 1978: Green Light
- 1979: Thank You Very Much (With The Shadows)
- 1979: Rock n' Roll Juvenile
- 1980: I'm No Hero
- 1981: Wired For Sound
- 1982: Now You See Me… Now You Don't
- 1983: Dressed For The Occasion
- 1983: Silver
- 1984: Rock Connection
- 1984: Walking In the Light*
- 1985: It's a Small World*
- 1986: Hyms and Inspirational Songs*
- 1987: Always Guaranteed
- 1988: Private Collection 1979 – 1988*
- 1988: Carols*
- 1988: Live and guaranteed
- 1989: Stronger
- 1990: From a distance… The Event
- 1991: Together
- 1992: My kinda life*
- 1993: The Album
- 1995: Songs From Heathcliff
- 1995: The Winner*
- 1996: Heathcliff Live
- 1998: Live in the park
- 1998: Real As I Wanna Be
- 1998: Yesterday Today Forever*
- 1998: The 40th Anniversary Concert
- 2000: The Countdown Concert
- 2001: Wanted
- 2003: World tour
- 2003: Cliff at Christmas
- 2004: Castles in the air LIVE
- 2004: Something's Goin' On'
- 2006: Two’s company – Duets
- 2006: Here and now LIVE
- 2007: Love – The album
- 2009: Reunited – Cliff Richard and The Shadows
- 2010: Bold as Brass
- 2011: Soulicious
- 2013: The Fabulous Rock 'n' Roll Songbook
- 2016: Just... Fabulous Rock 'n' Roll
- 2018: Rise Up
- 2020: Music... The Air That I Breathe
- 2022: Christmas with Cliff